# Martín de Álzaga
Martin Máximo Pablo de Alzaga Unzué (ur. 25 stycznia 1901 roku w Mar del Plata, zm. 15 listopada 1982 roku w Buenos Aires) – argentyński kierowca wyścigowy.

## Kariera
W swojej karierze wyścigowej de Álzaga poświęcił się startom w Stanach Zjednoczonych, w mistrzostwach AAA Championship Car oraz w Europie, w wyścigach Grand Prix. Był członkiem głównego zespołu Bugatti podczas wyścigu Indianapolis 500 w 1923 roku. Nie zdołał jednak osiągnąć linii mety. W tym samym roku pojawił się za kierownicą Millera 122 w wyścigu o Grand Prix Włoch 1923. W 1924 roku odniósł zwycięstwo w Autodrome Cup.